# Casimiro de Sangenís Bertrand
Casimiro de Sangenís Bertrand (Lérida, 1895-22 de agosto de 1936) fue un propietario rural y político tradicionalista español. 

## Biografía
Licenciado en derecho por la Universidad de Barcelona, pronto destacó en las filas del carlismo de Lérida y como vicesecretario de la Cámara Agrícola de Lérida. 
Fue diputado provincial durante la dictadura de Primo de Rivera y en las elecciones generales de España de 1933 fue elegido diputado por la provincia de Lérida dentro de la Unió de Dretes, en representación de la Comunión Tradicionalista. Destacó por defender los intereses de su circunscripción, cuando votó contra un tratado con los Países Bajos porque perjudicaba a los productores de leche leridanos, y contra la Ley de Contratos de Cultivo. Tras los hechos del 6 de octubre de 1934 solicitaría la supresión del Estatuto de Nuria. 
En un discurso proclamó:

«El tradicionalismo es la única fuerza que puede salvar a España de la revolución, y de la plaga del Parlamentarismo y de los revolucionarios, que han querido convertirnos en la antesala de Stalin.»

En las elecciones generales de España de 1936 no pudo revalidar su mandato. Fue ejecutado en Lérida el 22 de agosto de 1936 tras ser condenado a muerte por un Tribunal Popular. Su hijo, Juan Casimiro de Sangenís Corriá fue alcalde de Lérida.